# Phantyna varyna miranda
Phantyna varyna là một phân loài nhện trong họ Dictynidae.
Loài này thuộc chi Phantyna. Phantyna varyna miranda được Ralph Vary Chamberlin & Willis J. Gertsch miêu tả năm 1958.